# Copăcele
Copăcele é uma comuna romena localizada no distrito de Caraș-Severin, na região de Banato. A comuna possui uma área de 51.12 km² e sua população era de 1184 habitantes segundo o censo de 2007.